# Basile Vincette
Basile Vincette est un gardien de rink hockey né le 17 juin 1991. Il évolue actuellement au sein du club de Saint-Omer.

## Parcours sportif
Il rejoint l'équipe première de Saint-Omer en 2010, avec laquelle il remporte le championnat et la coupe de France. En 2013, il rejoint l'équipe réserve du club. 

### Palmarès
En 2010, il remporte la coupe de France de rink hockey. Il récidive en 2012. 

La saison suivante il remporte le championnat de France 2013. 